# Sankt-Laurentius-Kirche (Darlingerode)

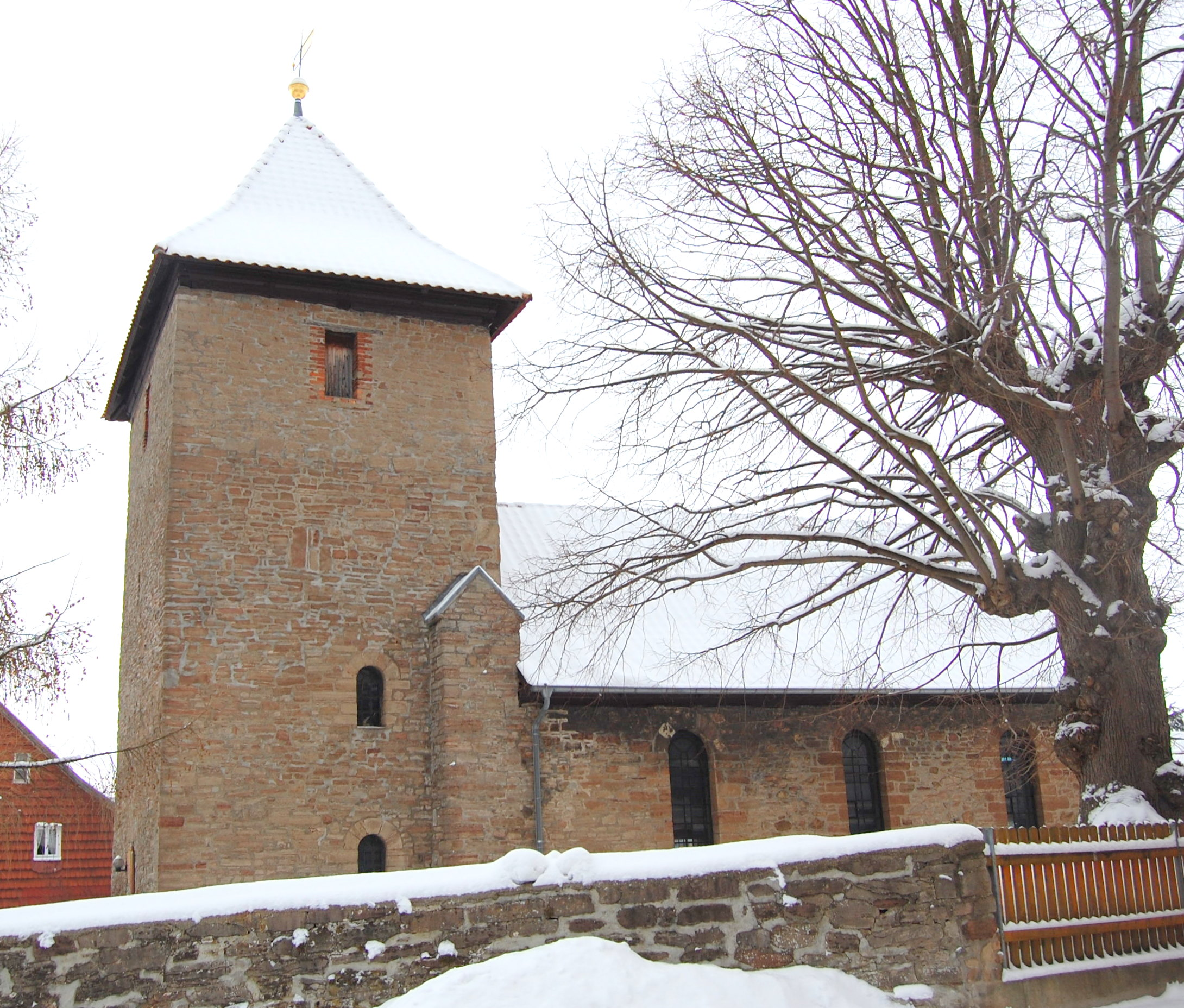
Sankt-Laurentius-Kirche

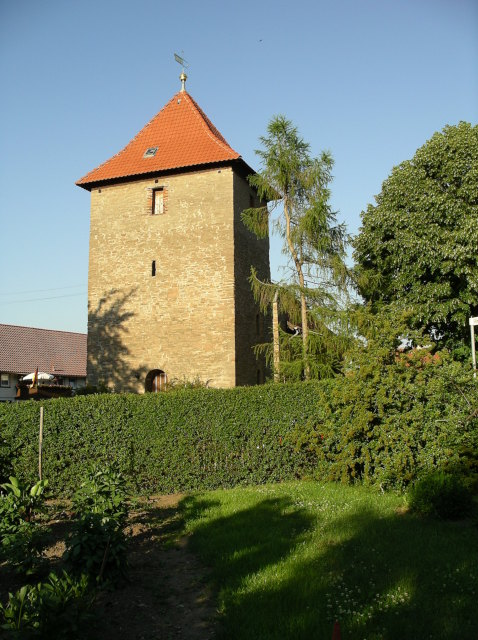
Turm der Laurentiuskirche

Die Sankt-Laurentius-Kirche ist eine evangelische Kirche im zur Stadt Ilsenburg gehörenden Darlingerode in Sachsen-Anhalt. Die Kirchengemeinde gehört zum Kirchenkreis Halberstadt der Evangelischen Kirche in Mitteldeutschland.

## Architektur und Geschichte
Die Saalkirche geht bis auf das Mittelalter zurück und ist romanischen Ursprungs. Als Baumaterial diente Rogenstein. Möglicherweise fällt die Bauzeit in den Zeitraum von 960 bis 1024 und somit in ottonische Zeit. Das Bestehen einer Kapelle wird 1086 erstmals urkundlich erwähnt. Westlich des Kirchenschiffs befindet sich ein quer zum Schiff stehender Kirchturm mit annähernd quadratischen Grundriss und Zeltdach. Während sich die nördliche Außenwand des Schiffs in einer Flucht mit der Nordwand des Turms befindet, springt das Schiff auf der Südseite etwas vor. Das westliche Portal und die heutigen Kirchenfenster sind erst später im Jahr 1702 entstanden. Gleiches gilt für die an der Ostseite hinzugefügte polygonale Apsis. Eine Instandsetzung der Kirche fand im Jahr 1991 statt.

## Innengestaltung
Der Innenraum der Kirche wird von einem Tonnengewölbe aus Holz überspannt. Der untere Teil des Turms ist durch eine als Korbbogen gestaltete Öffnung in das Schiff einbezogen. Die im Kircheninneren befindliche dreiseitige Empore geht mit ihrem westlichen Flügel, der auch die Orgel trägt, bis in den Turmbereich. Bemerkenswert ist eine aus der Zeit der Spätgotik stammende Sakramentsnische sowie ein kleines auf dem Altar stehendes Kruzifix. In der Kirche befindet sich eine Glocke aus dem Jahr 1475.